# Élections cantonales de 2011 dans la Sarthe
Les élections cantonales ont eu lieu les 20 et 27 mars 2011.

## Contexte départemental

### Assemblée départementale sortante
Avant les élections, le conseil général de la Sarthe est présidé par Roland du Luart (UMP). Il comprend 40 conseillers généraux issus des 40 cantons de la Sarthe. 19 d'entre eux sont renouvelables lors de ces élections.
| Parti                             | Sigle | Élus |
| --------------------------------- | ----- | ---- |
| Majorité (23 sièges)              |       |      |
| Union pour un mouvement populaire | UMP   | 16   |
| Divers droite                     | DVD   | 7    |
| Opposition (17 sièges)            |       |      |
| Parti socialiste                  | PS    | 12   |
| Parti communiste français         | PCF   | 2    |
| Divers gauche                     | DVG   | 2    |
| Parti radical de gauche           | PRG   | 1    |
| Président du conseil général      |       |      |
| Roland du Luart (UMP)             |       |      |

## Résultats à l'échelle du département

### Résultats en nombre de sièges
| Parti | Sièges mis en jeu | Élus | Évolution |
| ----- | ----------------- | ---- | --------- |
| UMP   | 9                 | 7    | -2        |
| PS    | 4                 | 5    | +1        |
| DVD   | 2                 | 3    | +1        |
| DVG   | 2                 | 2    | =         |
| PCF   | 2                 | 2    | =         |

### Assemblée départementale à l'issue des élections
| Parti                             | Sigle | Élus |
| --------------------------------- | ----- | ---- |
| Majorité (22 sièges)              |       |      |
| Union pour un mouvement populaire | UMP   | 14   |
| Divers droite                     | DVD   | 8    |
| Opposition (18 sièges)            |       |      |
| Parti socialiste                  | PS    | 13   |
| Parti communiste français         | PCF   | 2    |
| Parti radical de gauche           | PRG   | 1    |
| Divers gauche                     | DVG   | 2    |
| Président du conseil général      |       |      |
| Jean-Marie Geveaux (UMP)          |       |      |

## Résultats par canton

### Canton d'Allonnes
| Candidats      | Candidats           | Étiquette      | Premier tour | Premier tour | Second tour | Second tour |
| Candidats      | Candidats           | Étiquette      | Voix         | %            | Voix        | %           |
| -------------- | ------------------- | -------------- | ------------ | ------------ | ----------- | ----------- |
|                | Gilles Leproust     | FG (PCF)       | 1 809        | 33,17        | 3 197       | 60,64       |
|                | Franck Breteau      | UMP            | 1 248        | 22,89        | 2 075       | 39,36       |
|                | Anne Pichon         | PS             | 990          | 18,16        |             |             |
|                | Marie-Claude Deotto | FN             | 876          | 16,06        |             |             |
|                | Michel Meunier      | EÉLV           | 530          | 9,72         |             |             |
|                |                     |                |              |              |             |             |
| Inscrits       | Inscrits            | Inscrits       | 12 787       | 100,00       | 12 788      | 100,00      |
| Abstentions    | Abstentions         | Abstentions    | 7 156        | 55,96        | 7 096       | 55,49       |
| Votants        | Votants             | Votants        | 5 631        | 44,04        | 5 692       | 44,51       |
| Blancs et nuls | Blancs et nuls      | Blancs et nuls | 178          | 3,16         | 420         | 7,38        |
| Exprimés       | Exprimés            | Exprimés       | 5 453        | 96,84        | 5 272       | 92,62       |

### Canton de Beaumont-sur-Sarthe
| Candidats      | Candidats            | Étiquette      | Premier tour | Premier tour | Second tour | Second tour |
| Candidats      | Candidats            | Étiquette      | Voix         | %            | Voix        | %           |
| -------------- | -------------------- | -------------- | ------------ | ------------ | ----------- | ----------- |
|                | Jean-Pierre Rossard* | DVG            | 1 477        | 42,94        | 2 075       | 62,13       |
|                | François Robin       | UMP            | 996          | 28,95        | 1 265       | 37,87       |
|                | Francis Blondeau     | FN             | 514          | 14,94        |             |             |
|                | Patrice Girres       | MoDem          | 315          | 9,16         |             |             |
|                | Françoise Montarou   | FG (PCF)       | 138          | 4,01         |             |             |
|                |                      |                |              |              |             |             |
| Inscrits       | Inscrits             | Inscrits       | 6 181        | 100,00       | 6 179       | 100,00      |
| Abstentions    | Abstentions          | Abstentions    | 2 646        | 42,81        | 2 615       | 42,32       |
| Votants        | Votants              | Votants        | 3 535        | 57,19        | 3 564       | 57,68       |
| Blancs et nuls | Blancs et nuls       | Blancs et nuls | 95           | 2,69         | 224         | 6,29        |
| Exprimés       | Exprimés             | Exprimés       | 3 440        | 97,31        | 3 340       | 93,71       |

*sortant

### Canton de Conlie
| Candidats      | Candidats          | Étiquette      | Premier tour | Premier tour | Second tour | Second tour |
| Candidats      | Candidats          | Étiquette      | Voix         | %            | Voix        | %           |
| -------------- | ------------------ | -------------- | ------------ | ------------ | ----------- | ----------- |
|                | Joël Metenier      | UMP            | 1 491        | 36,97        | 2 092       | 50,05       |
|                | Dominique Amiard   | PRG            | 1 461        | 36,23        | 2 088       | 49,95       |
|                | Guy Le Pennec      | FN             | 459          | 11,38        |             |             |
|                | Catherine Gouhier  | EÉLV           | 279          | 6,92         |             |             |
|                | Joachim Bellessort | DVD            | 213          | 5,28         |             |             |
|                | Régis Poirrier     | FG (PCF)       | 130          | 3,22         |             |             |
|                |                    |                |              |              |             |             |
| Inscrits       | Inscrits           | Inscrits       | 7 742        | 100,00       | 7 746       | 100,00      |
| Abstentions    | Abstentions        | Abstentions    | 3 619        | 46,75        | 3 347       | 43,21       |
| Votants        | Votants            | Votants        | 4 123        | 53,25        | 4 399       | 56,79       |
| Blancs et nuls | Blancs et nuls     | Blancs et nuls | 90           | 2,18         | 219         | 4,98        |
| Exprimés       | Exprimés           | Exprimés       | 4 033        | 97,82        | 4 180       | 95,02       |

### Canton du Grand-Lucé
| Candidats      | Candidats        | Étiquette      | Premier tour | Premier tour | Second tour | Second tour |
| Candidats      | Candidats        | Étiquette      | Voix         | %            | Voix        | %           |
| -------------- | ---------------- | -------------- | ------------ | ------------ | ----------- | ----------- |
|                | Régis Vallienne* | UMP            | 1 144        | 48,23        | 1 335       | 52,31       |
|                | Pascal Dupuis    | DVG            | 809          | 34,11        | 1 217       | 47,69       |
|                | Francis Longeray | FG (PCF)       | 212          | 8,94         |             |             |
|                | Sophie Dugue     | EÉLV           | 207          | 8,73         |             |             |
|                |                  |                |              |              |             |             |
| Inscrits       | Inscrits         | Inscrits       | 4 173        | 100,00       | 4 173       | 100,00      |
| Abstentions    | Abstentions      | Abstentions    | 1 719        | 41,19        | 1 523       | 36,50       |
| Votants        | Votants          | Votants        | 2 454        | 58,81        | 2 650       | 63,50       |
| Blancs et nuls | Blancs et nuls   | Blancs et nuls | 82           | 3,34         | 98          | 3,70        |
| Exprimés       | Exprimés         | Exprimés       | 2 372        | 96,66        | 2 552       | 96,30       |

*sortant

### Canton de La Chartre-sur-le-Loir
| Candidats      | Candidats                | Étiquette      | Premier tour | Premier tour | Second tour | Second tour |
| Candidats      | Candidats                | Étiquette      | Voix         | %            | Voix        | %           |
| -------------- | ------------------------ | -------------- | ------------ | ------------ | ----------- | ----------- |
|                | Gérard Brault*           | FG (PCF)       | 1 463        | 49,08        | 1 812       | 58,62       |
|                | Galiène Cohu-De Lassence | DVD            | 1 025        | 34,38        | 1 279       | 41,38       |
|                | Gérard Hermet            | FN             | 422          | 14,16        |             |             |
|                | Michel Macon             | POI            | 71           | 2,38         |             |             |
|                |                          |                |              |              |             |             |
| Inscrits       | Inscrits                 | Inscrits       | 5 409        | 100,00       | 5 406       | 100,00      |
| Abstentions    | Abstentions              | Abstentions    | 2 363        | 43,69        | 2 186       | 40,44       |
| Votants        | Votants                  | Votants        | 3 046        | 56,31        | 3 220       | 59,56       |
| Blancs et nuls | Blancs et nuls           | Blancs et nuls | 65           | 2,13         | 129         | 4,01        |
| Exprimés       | Exprimés                 | Exprimés       | 2 981        | 97,87        | 3 091       | 95,99       |

*sortant

### Canton du Lude
| Candidats      | Candidats              | Étiquette      | Premier tour | Premier tour |
| Candidats      | Candidats              | Étiquette      | Voix         | %            |
| -------------- | ---------------------- | -------------- | ------------ | ------------ |
|                | Louis-Jean de Nicolay* | UMP            | 1 746        | 53,41        |
|                | Patrick Corvaisier     | FG (PCF)       | 749          | 22,91        |
|                | Joël Cormier           | FN             | 437          | 13,37        |
|                | Hervé Bois             | EÉLV           | 337          | 10,31        |
|                |                        |                |              |              |
| Inscrits       | Inscrits               | Inscrits       | 6 318        | 100,00       |
| Abstentions    | Abstentions            | Abstentions    | 3 459        | 50,73        |
| Votants        | Votants                | Votants        | 3 359        | 49,27        |
| Blancs et nuls | Blancs et nuls         | Blancs et nuls | 90           | 2,68         |
| Exprimés       | Exprimés               | Exprimés       | 3 269        | 97,32        |

*sortant

### Canton de Malicorne-sur-Sarthe
| Candidats      | Candidats          | Étiquette      | Premier tour | Premier tour | Second tour | Second tour |
| Candidats      | Candidats          | Étiquette      | Voix         | %            | Voix        | %           |
| -------------- | ------------------ | -------------- | ------------ | ------------ | ----------- | ----------- |
|                | Chantal Albagli*   | UMP            | 1 586        | 42,16        | 1 919       | 51,81       |
|                | Jean-Paul Boisard  | PS             | 1 196        | 31,79        | 1 785       | 48,19       |
|                | Lucienne Maleyrat  | FN             | 490          | 13,02        |             |             |
|                | Gaël Lagneau       | EÉLV           | 325          | 8,64         |             |             |
|                | Dominique Colombel | FG (PCF)       | 165          | 4,39         |             |             |
|                |                    |                |              |              |             |             |
| Inscrits       | Inscrits           | Inscrits       | 7 693        | 100,00       | 7 692       | 100,00      |
| Abstentions    | Abstentions        | Abstentions    | 3 811        | 49,54        | 3 768       | 48,99       |
| Votants        | Votants            | Votants        | 3 882        | 50,46        | 3 924       | 51,01       |
| Blancs et nuls | Blancs et nuls     | Blancs et nuls | 120          | 3,09         | 220         | 5,61        |
| Exprimés       | Exprimés           | Exprimés       | 3 762        | 96,91        | 3 704       | 94,39       |

*sortant

### Canton de Mamers
| Candidats      | Candidats             | Étiquette      | Premier tour | Premier tour | Second tour | Second tour |
| Candidats      | Candidats             | Étiquette      | Voix         | %            | Voix        | %           |
| -------------- | --------------------- | -------------- | ------------ | ------------ | ----------- | ----------- |
|                | Jean-Pierre Chauveau* | UMP            | 1 841        | 42,23        | 2 425       | 57,17       |
|                | Luc-Marie Faburel     | FG (PCF)       | 846          | 19,41        | 1 817       | 42,83       |
|                | Priscil Laurin        | FN             | 646          | 14,82        |             |             |
|                | Malika Ouard-Belaidi  | PS             | 584          | 13,40        |             |             |
|                | Cécile Bayle de Jesse | DVD            | 442          | 10,14        |             |             |
|                |                       |                |              |              |             |             |
| Inscrits       | Inscrits              | Inscrits       | 8 935        | 100,00       | 8 935       | 100,00      |
| Abstentions    | Abstentions           | Abstentions    | 4 466        | 49,98        | 4 437       | 49,66       |
| Votants        | Votants               | Votants        | 4 469        | 50,02        | 4 498       | 50,34       |
| Blancs et nuls | Blancs et nuls        | Blancs et nuls | 110          | 2,46         | 256         | 5,69        |
| Exprimés       | Exprimés              | Exprimés       | 4 359        | 97,54        | 4 242       | 94,31       |

*sortant

### Canton du Mans-Centre
| Candidats      | Candidats             | Étiquette      | Premier tour | Premier tour | Second tour | Second tour |
| Candidats      | Candidats             | Étiquette      | Voix         | %            | Voix        | %           |
| -------------- | --------------------- | -------------- | ------------ | ------------ | ----------- | ----------- |
|                | Véronique Rivron*     | UMP            | 1 793        | 39,23        | 2 481       | 52,50       |
|                | Françoise Dubois      | PS             | 1 190        | 26,03        | 2 245       | 47,50       |
|                | Isabelle Severe       | EÉLV           | 653          | 14,29        |             |             |
|                | Jean-Claude Barlemont | FN             | 504          | 11,03        |             |             |
|                | Guillaume Marchand    | FG (PCF)       | 259          | 5,67         |             |             |
|                | Fabrice Courtin       | MoDem          | 172          | 3,76         |             |             |
|                |                       |                |              |              |             |             |
| Inscrits       | Inscrits              | Inscrits       | 12 951       | 100,00       | 12 952      | 100,00      |
| Abstentions    | Abstentions           | Abstentions    | 8 252        | 63,72        | 7 973       | 61,56       |
| Votants        | Votants               | Votants        | 4 699        | 36,28        | 4 979       | 38,44       |
| Blancs et nuls | Blancs et nuls        | Blancs et nuls | 128          | 2,72         | 253         | 5,08        |
| Exprimés       | Exprimés              | Exprimés       | 4 571        | 97,28        | 4 726       | 94,92       |

*sortant

### Canton du Mans-Est-Campagne
| Candidats      | Candidats            | Étiquette      | Premier tour | Premier tour | Second tour | Second tour |
| Candidats      | Candidats            | Étiquette      | Voix         | %            | Voix        | %           |
| -------------- | -------------------- | -------------- | ------------ | ------------ | ----------- | ----------- |
|                | Jean-Luc Fontaine*   | PS             | 3 153        | 32,53        | 5 433       | 56,39       |
|                | Philippe Metivier    | UMP            | 2 866        | 29,57        | 4 202       | 43,61       |
|                | Marie d'Herbais      | FN             | 1 633        | 16,85        |             |             |
|                | Marie-Laure Motreuil | EÉLV           | 1 132        | 11,68        |             |             |
|                | Martine Renaut       | FG (PCF)       | 705          | 7,27         |             |             |
|                | Michel Pageard       | POI            | 203          | 2,09         |             |             |
|                |                      |                |              |              |             |             |
| Inscrits       | Inscrits             | Inscrits       | 22 349       | 100,00       | 22 344      | 100,00      |
| Abstentions    | Abstentions          | Abstentions    | 12 394       | 55,46        | 12 000      | 53,71       |
| Votants        | Votants              | Votants        | 9 955        | 44,54        | 10 344      | 46,29       |
| Blancs et nuls | Blancs et nuls       | Blancs et nuls | 263          | 2,64         | 709         | 6,85        |
| Exprimés       | Exprimés             | Exprimés       | 9 692        | 97,36        | 9 635       | 93,15       |

*sortant

### Canton du Mans-Nord-Campagne
| Candidats      | Candidats            | Étiquette      | Premier tour | Premier tour | Second tour | Second tour |
| Candidats      | Candidats            | Étiquette      | Voix         | %            | Voix        | %           |
| -------------- | -------------------- | -------------- | ------------ | ------------ | ----------- | ----------- |
|                | Christophe Rouillon* | PS             | 3 309        | 52,53        | 4 132       | 66,00       |
|                | Jacki Egbert         | UMP            | 1 775        | 28,01        | 2 129       | 34,00       |
|                | Elen Debost          | EÉLV           | 765          | 12,07        |             |             |
|                | Tiphaine Marcault    | FG (PCF)       | 487          | 7,69         |             |             |
|                |                      |                |              |              |             |             |
| Inscrits       | Inscrits             | Inscrits       | 14 492       | 100,00       | 14 492      | 100,00      |
| Abstentions    | Abstentions          | Abstentions    | 7 945        | 54,82        | 7 875       | 54,34       |
| Votants        | Votants              | Votants        | 6 547        | 45,18        | 6 617       | 45,66       |
| Blancs et nuls | Blancs et nuls       | Blancs et nuls | 211          | 3,22         | 356         | 5,38        |
| Exprimés       | Exprimés             | Exprimés       | 6 336        | 96,78        | 6 261       | 94,62       |

*sortant

### Canton du Mans-Nord-Ouest
| Candidats      | Candidats              | Étiquette      | Premier tour | Premier tour | Second tour | Second tour |
| Candidats      | Candidats              | Étiquette      | Voix         | %            | Voix        | %           |
| -------------- | ---------------------- | -------------- | ------------ | ------------ | ----------- | ----------- |
|                | Christiane N'kaloulou* | PS             | 3 503        | 39,27        | 5 744       | 62,13       |
|                | Isabelle Pivron        | UMP            | 2 922        | 32,76        | 3 501       | 37,87       |
|                | Bernard Vetillard      | EÉLV           | 1 486        | 16,66        |             |             |
|                | Patrice Perdereau      | FG (PCF)       | 1 009        | 11,31        |             |             |
|                |                        |                |              |              |             |             |
| Inscrits       | Inscrits               | Inscrits       | 23 729       | 100,00       | 23 729      | 100,00      |
| Abstentions    | Abstentions            | Abstentions    | 14 338       | 60,42        | 13 863      | 58,55       |
| Votants        | Votants                | Votants        | 9 391        | 39,58        | 9 245       | 39,04       |
| Blancs et nuls | Blancs et nuls         | Blancs et nuls | 471          | 5,02         | 570         | 5,81        |
| Exprimés       | Exprimés               | Exprimés       | 8 920        | 94,98        | 9 245       | 94,19       |

*sortant

### Canton du Mans-Sud-Est
| Candidats      | Candidats                | Étiquette      | Premier tour | Premier tour | Second tour | Second tour |
| Candidats      | Candidats                | Étiquette      | Voix         | %            | Voix        | %           |
| -------------- | ------------------------ | -------------- | ------------ | ------------ | ----------- | ----------- |
|                | Christophe Counil*       | PS             | 3 192        | 54,83        | 4 671       | 76,85       |
|                | Jean-Denis David         | FN             | 968          | 16,63        | 1 407       | 23,15       |
|                | Alain Pigeau             | UMP            | 767          | 13,17        |             |             |
|                | Catherine Brule-Delahaye | FG (PCF)       | 421          | 7,23         |             |             |
|                | Florence Pain            | EÉLV           | 380          | 6,53         |             |             |
|                | Jean-Pierre Dailly       | POI            | 94           | 1,61         |             |             |
|                |                          |                |              |              |             |             |
| Inscrits       | Inscrits                 | Inscrits       | 16 123       | 100,00       | 16 123      | 100,00      |
| Abstentions    | Abstentions              | Abstentions    | 10 066       | 62,43        | 9 557       | 59,28       |
| Votants        | Votants                  | Votants        | 6 057        | 37,57        | 6 566       | 40,72       |
| Blancs et nuls | Blancs et nuls           | Blancs et nuls | 235          | 3,88         | 488         | 7,43        |
| Exprimés       | Exprimés                 | Exprimés       | 5 822        | 96,12        | 6 078       | 92,57       |

*sortant

### Canton de Marolles-les-Braults
| Candidats      | Candidats      | Étiquette      | Premier tour | Premier tour |
| Candidats      | Candidats      | Étiquette      | Voix         | %            |
| -------------- | -------------- | -------------- | ------------ | ------------ |
|                | Nicole Agasse* | UMP            | 1 337        | 51,88        |
|                | Annik Mazurier | FN             | 542          | 21,03        |
|                | Pascal Legras  | PS             | 476          | 18,47        |
|                | Bruno Brochard | FG (PCF)       | 222          | 8,61         |
|                |                |                |              |              |
| Inscrits       | Inscrits       | Inscrits       | 4 982        | 100,00       |
| Abstentions    | Abstentions    | Abstentions    | 2 303        | 46,23        |
| Votants        | Votants        | Votants        | 2 679        | 53,77        |
| Blancs et nuls | Blancs et nuls | Blancs et nuls | 102          | 3,81         |
| Exprimés       | Exprimés       | Exprimés       | 2 577        | 96,19        |

*sortant

### Canton de Montfort-le-Gesnois
| Candidats      | Candidats                | Étiquette      | Premier tour | Premier tour | Second tour | Second tour |
| Candidats      | Candidats                | Étiquette      | Voix         | %            | Voix        | %           |
| -------------- | ------------------------ | -------------- | ------------ | ------------ | ----------- | ----------- |
|                | Christophe Chaudun       | PS             | 3 393        | 45,98        | 4 868       | 64,18       |
|                | Christine Marchand       | UMP            | 2 171        | 29,42        | 2 717       | 35,82       |
|                | Joël Metivier            | FN             | 1 170        | 15,85        |             |             |
|                | Jean-Christophe Gavallet | EÉLV           | 646          | 8,75         |             |             |
|                |                          |                |              |              |             |             |
| Inscrits       | Inscrits                 | Inscrits       | 15 435       | 100,00       | 15 435      | 100,00      |
| Abstentions    | Abstentions              | Abstentions    | 7 894        | 51,14        | 7 468       | 48,38       |
| Votants        | Votants                  | Votants        | 7 541        | 48,86        | 7 967       | 51,62       |
| Blancs et nuls | Blancs et nuls           | Blancs et nuls | 161          | 2,13         | 382         | 4,79        |
| Exprimés       | Exprimés                 | Exprimés       | 7 380        | 97,87        | 7 585       | 95,21       |

### Canton de Sablé-sur-Sarthe
| Candidats      | Candidats          | Étiquette      | Premier tour | Premier tour | Second tour | Second tour |
| Candidats      | Candidats          | Étiquette      | Voix         | %            | Voix        | %           |
| -------------- | ------------------ | -------------- | ------------ | ------------ | ----------- | ----------- |
|                | Pierre Touchard*   | UMP            | 3 761        | 48,70        | 4 457       | 60,68       |
|                | Alain Pontonnier   | PS             | 1 518        | 19,66        | 2 888       | 39,32       |
|                | Michel Bouquet     | FN             | 1 271        | 16,46        |             |             |
|                | Alexis Beaud       | EÉLV           | 793          | 10,27        |             |             |
|                | Chantal Hersemeule | FG (PCF)       | 380          | 4,92         |             |             |
|                |                    |                |              |              |             |             |
| Inscrits       | Inscrits           | Inscrits       | 18 703       | 100,00       | 18 706      | 100,00      |
| Abstentions    | Abstentions        | Abstentions    | 10 731       | 57,38        | 10 828      | 57,89       |
| Votants        | Votants            | Votants        | 7 972        | 42,62        | 7 878       | 42,11       |
| Blancs et nuls | Blancs et nuls     | Blancs et nuls | 249          | 3,12         | 533         | 6,77        |
| Exprimés       | Exprimés           | Exprimés       | 7 723        | 96,88        | 7 345       | 93,23       |

*sortant

### Canton de Saint-Calais
| Candidats      | Candidats              | Étiquette      | Premier tour | Premier tour | Second tour | Second tour |
| Candidats      | Candidats              | Étiquette      | Voix         | %            | Voix        | %           |
| -------------- | ---------------------- | -------------- | ------------ | ------------ | ----------- | ----------- |
|                | Michel Letellier-Canu* | DVG            | 1 704        | 42,94        | 2 347       | 61,31       |
|                | Michel Leroy           | DVD            | 1 082        | 27,27        | 1 481       | 38,69       |
|                | Fabrice Hervé          | FN             | 606          | 15,27        |             |             |
|                | Pierre Niel            | FG (PCF)       | 316          | 7,96         |             |             |
|                | Gérard Baudry          | POI            | 260          | 6,55         |             |             |
|                |                        |                |              |              |             |             |
| Inscrits       | Inscrits               | Inscrits       | 7 691        | 100,00       | 7 691       | 100,00      |
| Abstentions    | Abstentions            | Abstentions    | 3 614        | 46,99        | 3 648       | 47,43       |
| Votants        | Votants                | Votants        | 4 077        | 53,01        | 4 043       | 52,57       |
| Blancs et nuls | Blancs et nuls         | Blancs et nuls | 109          | 2,67         | 215         | 5,32        |
| Exprimés       | Exprimés               | Exprimés       | 3 968        | 97,33        | 3 828       | 94,68       |

*sortant

### Canton de Saint-Paterne
| Candidats      | Candidats             | Étiquette      | Premier tour | Premier tour | Second tour | Second tour |
| Candidats      | Candidats             | Étiquette      | Voix         | %            | Voix        | %           |
| -------------- | --------------------- | -------------- | ------------ | ------------ | ----------- | ----------- |
|                | Bernard Petiot*       | UMP            | 1 465        | 36,47        | 2 094       | 56,08       |
|                | Blandine Affagard     | PS             | 796          | 19,82        | 1 640       | 43,92       |
|                | Philippe Martin       | DVG            | 554          | 13,79        |             |             |
|                | Jean-François Le Gras | FN             | 454          | 11,30        |             |             |
|                | Jean-Luc Girard       | DVD            | 407          | 10,13        |             |             |
|                | Jean-Pierre Villette  | EÉLV           | 341          | 8,49         |             |             |
|                |                       |                |              |              |             |             |
| Inscrits       | Inscrits              | Inscrits       | 8 631        | 100,00       | 8 631       | 100,00      |
| Abstentions    | Abstentions           | Abstentions    | 4 543        | 52,64        | 4 705       | 54,51       |
| Votants        | Votants               | Votants        | 4 088        | 47,36        | 3 926       | 45,49       |
| Blancs et nuls | Blancs et nuls        | Blancs et nuls | 71           | 1,74         | 192         | 4,89        |
| Exprimés       | Exprimés              | Exprimés       | 4 017        | 98,26        | 3 734       | 95,11       |

*sortant

### Canton de Tuffé
| Candidats      | Candidats            | Étiquette      | Premier tour | Premier tour | Second tour | Second tour |
| Candidats      | Candidats            | Étiquette      | Voix         | %            | Voix        | %           |
| -------------- | -------------------- | -------------- | ------------ | ------------ | ----------- | ----------- |
|                | Marie-Thérèse Leroux | DVD            | 1 246        | 44,98        | 1 515       | 58,31       |
|                | Jean-Claude Dupont   | PS             | 682          | 24,62        | 1 083       | 41,69       |
|                | Arnaud Derombise     | FN             | 464          | 16,75        |             |             |
|                | Alain Gremillon      | FG (PG)        | 378          | 13,65        |             |             |
|                |                      |                |              |              |             |             |
| Inscrits       | Inscrits             | Inscrits       | 5 652        | 100,00       | 5 652       | 100,00      |
| Abstentions    | Abstentions          | Abstentions    | 2 773        | 49,06        | 2 892       | 51,17       |
| Votants        | Votants              | Votants        | 2 879        | 50,94        | 2 760       | 48,83       |
| Blancs et nuls | Blancs et nuls       | Blancs et nuls | 109          | 3,79         | 162         | 5,87        |
| Exprimés       | Exprimés             | Exprimés       | 2 770        | 96,21        | 2 598       | 94,13       |